# Sarcophaga caerulescens
Sarcophaga caerulescens är en tvåvingeart som beskrevs av Zetterstedt 1838. Sarcophaga caerulescens ingår i släktet Sarcophaga och familjen köttflugor. Arten är reproducerande i Sverige. Inga underarter finns listade i Catalogue of Life.